# 安雅 (演員)
安雅（1977年2月17日—），本名吳安雅，台灣女藝人。在台北酒吧「Light Bug」任DJ後因香港傳媒的採訪，簽約嘉禾。多半以美艷性感形象顯現在螢幕前。目前多在中國大陸發展演藝事業。
2002年與香港藝人蘇永康在台北因涉嫌服食及藏有搖頭丸一同被捕，自稱只是誤食搖頭丸，後被判入新北市土城看守所勒戒11天。

## 個人生活
2012年10月9日，安雅已与孔众成婚，並懷孕五個月。

## 作品

### 電影
- 2000年《特警新人類2：機動任務》
- 2000年《古惑仔6 之 勝者為王》 飾 草刈菜菜子
- 2001年《險角》
- 2001年《走投有路》
- 2001年《2002》饰 火魔女
- 2001年《知法犯法》
- 2001年《Bad Boy 特攻》
- 2002年《赤裸特工》饰 Katt（凯馨）
- 2003年《搞鬼》
- 2003年《僵尸大行动》
- 2003年《行運超人》飾 Polyester
- 2004年《妙探神威》
- 2005年《生死对决/狼》
- 2005年《鬼媽媽》飾 小夜子(鬼媽媽)
- 2007年《PTU女警之绝处逢生》
- 2007年《信箱》饰 林晓月
- 2007年《单身部落》饰 骆小姐
- 2008年《黎明行动》
- 2008年《Kungfu Killer》（《白鹤功夫传》）
- 2009年《成都,我愛你》
- 2010年《我知女人心》
- 2010年《夺命心跳》
- 2011年《孤島驚魂》
- 2011年《绝命之旅》
- 2014年《一生一世》

### 电视剧
- 2003年《粉红教父小甜甜》饰 朱美黛
- 2006年《失恋高跟鞋》饰 孟丽婷
- 2006年《随风飞扬》饰 梧桐/璇子
- 2007年《情定CRD》
- 2009年《迷失洛杉矶》饰 安琪拉
- 2010年《情陷巴塞罗那》饰 汪晓薇
- 2011年《星光都市》饰 穆榕
- 2012年《星光都市2》饰 杨雅诺

## 外部連結
- 安雅的新浪博客
- 安雅的新浪微博
- 安雅在互联网电影资料库（IMDb）上的資料（英文）